# Liste de jeux vidéo de Formule 1
De nombreux jeux vidéo de simulation de course automobile se basent ou reprennent des épreuves de la Formule 1, catégorie reine du sport automobile.

## Liste
| Titre                                               | Date de sortie     | Développeur                                         | Éditeur                                                 | Plate-forme                                                               | Saison           | Licence officielle FIA |
| --------------------------------------------------- | ------------------ | --------------------------------------------------- | ------------------------------------------------------- | ------------------------------------------------------------------------- | ---------------- | ---------------------- |
| Gran Trak 10                                        | 1974               | Atari                                               | Atari                                                   | ARC                                                                       | 1974             | Non                    |
| Speed Race                                          | 1974               | Taito                                               | Taito                                                   | ARC                                                                       | 1974             | Non                    |
| F-1                                                 | 1976               | Namco                                               |                                                         | ARC                                                                       | 1976             | Non                    |
| Sprint 4                                            | 1977               | Atari                                               | Atari                                                   | ARC                                                                       | 1977             | Non                    |
| Laguna racer                                        | septembre 1977     | Midway                                              |                                                         | ARC                                                                       | 1977             | Non                    |
| Sprint 8                                            | 1977               | Atari                                               | Atari                                                   | ARC                                                                       | 1977             | Non                    |
| Sprint 1                                            | 1978               | Atari                                               | Atari                                                   | ARC                                                                       | 1978             | Non                    |
| Monaco GP                                           | 1979               | Sega, Gremlin Industries                            | Sega                                                    | ARC • SG-1000                                                             | 1979             | Non                    |
| Monte-Carlo                                         | 1980               | Atari                                               |                                                         | ARC                                                                       | 1980             | Non                    |
| Pro Monaco GP                                       | 1980               | Sega                                                | Sega                                                    | ARC                                                                       | 1980             | Non                    |
| Monza GP                                            | 1981               | Olympia                                             |                                                         | ARC                                                                       | 1981             | Non                    |
| Turbo                                               | 1981               | Sega                                                | Sega                                                    | ARC                                                                       | 1981             | Non                    |
| Pole position                                       | 1982               | Atari Namco                                         |                                                         | ARC • DOS • C64 • INT • A5200 • A8b • BBCM • ZX • VIC-20 • VCX • TI-99/4A | 1982             | Non                    |
| Grand Prix                                          | 1982               | David Crane                                         | Activision                                              | A2600                                                                     | 1982             | Non                    |
| Formula 1                                           | 1983               | CRL Group PLC                                       | CRL Group PLC                                           | CPC • ZX                                                                  | 1983             | Non                    |
| Pitstop                                             | 1983               | Epyx, Inc.                                          | Epyx, Inc.                                              | A8b • COL • C64                                                           | 1983             | Non                    |
| TX-1                                                | 1983               | Tatsumi                                             | Namco                                                   | ARC                                                                       | 1983             | Non                    |
| Checkered Flag                                      | 1983               | Psion Software Ltd                                  | Sinclair Research                                       | ZX                                                                        | 1983             | Non                    |
| Pole Position II                                    | 1983               | Namco                                               | Namco                                                   | ARC • A7800 • C64 • DOS                                                   | 1983             | Non                    |
| Grand Prix Manager                                  | 1984               | Namco                                               | Silicon Joy                                             | ZX                                                                        | 1984             | Non                    |
| World Grand Prix                                    | 1984               | SEGA                                                | SEGA                                                    | SMS • MSX                                                                 | 1984             | Non                    |
| Revs                                                | 1984               | Geoff Crammond                                      | Acornsoft, Firebird Software, Superior Software         | C64 • BBC                                                                 | 1984             | Non                    |
| Pitstop II                                          | 1984               | Epyx                                                | Epyx                                                    | C64 • AII • TRS-80 • A800 • PC booter                                     | 1984             | Non                    |
| Formula 1 Simulator                                 | 1984               | Spirit Software                                     | Spirit Software                                         | C64 • MSX • CPC • ZX                                                      | 1984             | Non                    |
| F-1 Race                                            | 2 novembre 1984    | Nintendo                                            | Nintendo                                                | NES • GB                                                                  | 1984             | Non                    |
| Super Sprint                                        | 1986               | Atari Games                                         | Atari Games                                             | ARC • CPC • AST • C64 •NES • ZX                                           | 1986             | Non                    |
| Championnat Sprint                                  | 1986               | Atari SOE                                           | Atari ScE                                               | ARC • CPC • GC • C64 •XB • ZX • PSX • PS2 • PSP • PSN                     | 1986             | Non                    |
| World Grand Prix                                    | 21 septembre 1986  | Sega                                                | Sega                                                    | SMS                                                                       | 1986             | Non                    |
| Taito Grand Prix: Eikou heno License                | 1987               | Taito                                               | Taito                                                   | ARC                                                                       | 1987             | Non                    |
| Grand Prix Simulator                                | 1987               | Codemasters Software Company Limited, The           | Codemasters Software Company Limited, The               | C64 • a8b • CPC • ZX                                                      | 1987             | Non                    |
| Final Lap                                           | 1987               | Namco                                               | Namco                                                   | ARC • NES                                                                 | 1987             | Non                    |
| F-1 Spirit: The Way To Formula-1                    | 1987               | Konami                                              | Konami                                                  | MSX                                                                       | 1987             | Non                    |
| Revs+                                               | 1987               | Firebird Software                                   | Firebird Software                                       | C64                                                                       | 1987             | Non                    |
| Continental Circus                                  | 1987               | Taito                                               | Taito                                                   | ARC • MSX • AST • AGA • ZX • C64                                          | 1987             | Non                    |
| Famicom Grand Prix: F1 Race                         | 30 octobre 1987    | Nintendo                                            | Nintendo                                                | FDS                                                                       | 1987             | Non                    |
| Taito Grand Prix: Eikou heno License                | 18 décembre 1987   | Taito                                               | Taito                                                   | NES                                                                       | 1987             | Non                    |
| Grand Prix Circuit                                  | 1988               | Random Access, Distinctive Software                 | Accolade                                                | ZX Spectrum • C64 • CPC • PC • AGA • Apple IIGS • Mac                     | 1988             | Non                    |
| F-1 Spirit: 3D Special                              | 1988               | Konami                                              | Konami                                                  | MSX                                                                       | 1988             | Non                    |
| Ferrari Formula One                                 | 1988               |                                                     | Electronic Arts, Inc.                                   | AGA • ST • C64 • DOS • PC-98                                              | 1988             | Non                    |
| Nigel Mansell's Grand Prix                          | 1988               | DJL Software                                        | Martech                                                 | AGA • CPC • AST • ZX                                                      | 1988             | Non                    |
| Family Circuit                                      | 6 janvier 1988     | Game Studio                                         | Namco                                                   | FC                                                                        | 1988             | Non                    |
| F-1 Dream                                           | avril 1988         | Taito                                               | Taito                                                   | ARC • PCE                                                                 | 1988             | Non                    |
| Winning Run                                         | décembre 1988      | Namco                                               | Namco                                                   | ARC                                                                       | 1988             | Non                    |
| Michael Andretti's World GP                         | 9 décembre 1988    | Varie                                               | Varie                                                   | NES                                                                       | 1988             | Non                    |
| Tail to Nose: Great Championship                    | 1989               | Video System                                        | Video System                                            | ARC                                                                       | 1989             | Non                    |
| F.1 Manager                                         | 1989               | Simulmondo                                          | Simulmondo                                              | AGA • C64 • AST                                                           | 1989             | Non                    |
| Grand Prix Simulator 2                              | 1989               | Codemasters                                         | Codemasters                                             | CPC • C64 • ZX                                                            | 1989             | Non                    |
| Super Monaco GP                                     | 1989               | SEGA Enterprises Ltd.                               | SEGA of America, Inc.                                   | AGA • CPC • AST • C64 • GG • MD • SMS • ZX                                | 1990             | Non                    |
| Al Unser Jr.'s Turbo Racing                         | 31 janvier 1989    | Data East                                           | Data East                                               | NES                                                                       | 1989             | Non                    |
| F-1 Pilot                                           | 23 mars 1989       |                                                     | Pack-In-Video                                           | PCE                                                                       | 1989             | Non                    |
| Accolade In Action                                  | 1990               | Accolade, Inc., Artech, Distinctive Software, Inc.  | Accolade Europe                                         | AGA                                                                       | 1990             | Non                    |
| Final Lap 2                                         | 1990               | Namco                                               | Namco                                                   | ARC                                                                       | 1990             | Non                    |
| Final Lap Twin                                      | 1990               | Namco Limited                                       | NEC Technologies, Inc.                                  | TGX16                                                                     | 1990             | Non                    |
| F1 Circus                                           | 14 septembre 1990  | Nihon Bussan Co.                                    | Nihon Bussan Co.                                        | NES • TGX16                                                               | 1990             | Non                    |
| Formula One: Built to Win                           | novembre 1990      | Winkysoft                                           | SETA U.S.A., Inc.                                       | NES                                                                       | 1990             | Non                    |
| F-1 Race                                            | 9 novembre 1990    | Nintendo Co.                                        | Nintendo Co.                                            | NES • GB                                                                  | 1990             | Non                    |
| Formula 1 3D                                        | 1991               | Simulmondo                                          | Simulmondo                                              | AGA                                                                       | 1991             | Non                    |
| Checkered Flag                                      | 1991               | Atari Corporation                                   | Atari Corporation                                       | JAG • LX                                                                  | 1991             | Non                    |
| Formula 1 3D: F.1 Manager II                        | 1991               | Simulmondo                                          | Simulmondo                                              | C64                                                                       | 1991             | Non                    |
| Vroom                                               | 1991               | Lankhor                                             | Lankhor                                                 | AGA • AST • DOS                                                           | 1991             | Non                    |
| F1 GP Circuits                                      | 1991               | idea                                                | idea                                                    | C64 • C128                                                                | 1991             | Non                    |
| F1 Exhaust Note                                     | 1991               | Sega                                                | Sega                                                    | ARC                                                                       | 1991             | Non                    |
| Grand Prix Star                                     | 1991               | Jaleco                                              | Jaleco                                                  | ARC                                                                       | 1991             | Non                    |
| Super Grand Prix                                    | 1991               | Codemasters Software Company Limited, The           | Codemasters Software Company Limited, The               | AGA • AST                                                                 | 1991             | Non                    |
| F-1                                                 | 1991               | Diabolic software                                   | Zigurat                                                 | CPC • DOS • MSX • ZX                                                      | 1991             | Non                    |
| F-1 Grand Prix                                      | 1991               | Video System                                        | Video System                                            | ARC • SNES                                                                | 1991             | Oui                    |
| F-1 Spirit                                          | 28 février 1991    | Konami                                              | Konami                                                  | GB                                                                        | 1991             |                        |
| Fastest 1                                           | 28 juin 1991       | Human Entertainment, Inc.                           | Human Entertainment, Inc.                               | MD                                                                        | 1990             | Oui                    |
| F1 Circus '91                                       | 12 juillet 1991    | Nihon Bussan Co                                     | Nihon Bussan Co                                         | MD • TGX16                                                                | 1991             | Non                    |
| Family Circuit '91                                  | 19 juillet 1991    | Game Studio                                         | Namco                                                   | FC                                                                        | 1991             |                        |
| Nakajima Satoru F-1 Hero 2                          | 27 septembre 1991  | Varie                                               | Varie                                                   | NES                                                                       | 1991             | Non                    |
| F1 Grand Prix: Nakajima Satoru                      | 20 décembre 1991   | Varie                                               | Varie                                                   | MD                                                                        | 1991             | Oui                    |
| F1 Circus MD                                        | 20 décembre 1991   | Micronics                                           | Nihon Bussan                                            | MD                                                                        | 1991             | Non                    |
| Satoru Nakajima F-1 Hero GB World Championship '91  | 27 décembre 1991   | Varie                                               | Varie                                                   | GB                                                                        | 1991             | Non                    |
| Formula One Grand Prix                              | 1992               | MicroProse                                          | MicroProse                                              | AGA • ST • DOS                                                            | 1991             | Non                    |
| F1ROC: Race of Champions                            | 1992               | SETA U.S.A., Inc.                                   | SETA Corporation                                        | SNES                                                                      | 1992             |                        |
| Nigel Mansell's World Championship                  | 1992               | Gremlin Graphics Software Ltd.                      | Gremlin Graphics Software Ltd.                          | SNES • CPC • ST • DOS • GB • MD • NES • SNES • ZX                         | 1992             |                        |
| Fastest Lap                                         | 1992               | Vap Inc.                                            | NTV International Corporation                           | GB                                                                        | 1992             |                        |
| Ferrari Grand Prix Challenge                        | 1992               | Vap Inc.                                            | Aisystem Tokyo                                          | MD • NES • GB                                                             | 1992             | Non                    |
| Grand Prix Unlimited                                | 1992               | Accolade, Inc.                                      | Accolade, Inc.                                          | DOS                                                                       | 1992             |                        |
| F1 Super Lap                                        | 1992               | Sega                                                | Sega                                                    | ARC                                                                       | 1992             |                        |
| Virtua Racing                                       | 1992               | Sega                                                | Sega                                                    | ARC • MD • 32X                                                            | 1992             | Non                    |
| F-1 Grand Prix Part II                              | 1992               | Video System                                        | Video System                                            | SNES • ARC                                                                | 1992             |                        |
| Final Lap 3                                         | 1992               | Namco                                               | Namco                                                   | ARC                                                                       | 1992             |                        |
| Exhaust Heat                                        | 21 février 1992    | Seta                                                | Seta                                                    | SNES                                                                      | 1992             |                        |
| Battle Grand Prix                                   | 27 mars 1992       | Hudson Soft                                         | Naxat Soft                                              | SNES                                                                      | 1992             |                        |
| F1 Hero MD                                          | 12 mai 1992        | Aisystem Tokyo                                      | Varie                                                   | MD • GB • NES                                                             | 1992             |                        |
| F1 Circus Special - Pole to Win                     | 26 juin 1992       | Nihon Bussan                                        | Nichibutsu                                              | TGXCD                                                                     | 1992             |                        |
| Ayrton Senna's Super Monaco GP II                   | 16 juillet 1992    | Sega                                                | Sega                                                    | SMS • MD • GG                                                             | 1992             | Non                    |
| Redline: F1 Racer                                   | 17 juillet 1992    | A. Company co., ltd.                                | LOZC/G. Amusements Co., Ltd.                            | SNES                                                                      | 1992             |                        |
| Super F1 Circus                                     | 24 juillet 1992    | Nichibutsu                                          | Nichibutsu                                              | SNES • TGX16                                                              | 1992             |                        |
| Aguri Suzuki F-1 Super Driving                      | 24 juillet 1992    | Genki                                               | G-Amusements                                            | SNES • GB                                                                 | 1992             | Non                    |
| Super F1 Circus Limited                             | 23 octobre 1992    | Nihon Bussan                                        | Nichibutsu                                              | SNES                                                                      | 1992             |                        |
| F1 Super License: Nakajima Satoru                   | 11 décembre 1992   | Varie                                               | Varie                                                   | MD                                                                        | 1992             | Oui                    |
| Super F-1 Hero                                      | 18 décembre 1992   | Varie                                               | Varie                                                   | SNES • TGX16                                                              | 1992             |                        |
| F1 Circus '92                                       | 18 décembre 1992   | Nihon Bussan                                        | Nichibutsu                                              | TGX16                                                                     | 1992             |                        |
| F1                                                  | 1993               | Lankhor                                             | Domark Software Ltd.                                    | AGA • DOS • GG • MD • SMS                                                 | 1993             | Oui                    |
| Final Lap R                                         | 1993               | Namco                                               |                                                         | ARC                                                                       | 1993             |                        |
| F-1 Grand Prix Star II                              | 1993               | Jaleco                                              |                                                         | ARC                                                                       | 1992             |                        |
| F17 Challenge                                       | 1993               | Holodream                                           | Team 17                                                 | AGA                                                                       | 1993             |                        |
| Nigel Mansell World Racing Championship             | 1993               | Gremlin Graphics                                    | GameTek & Gremlin Graphics                              | AGA • CPC • AST • GB • NES • MD • SNES • DOS                              | 1993             |                        |
| Formula 1 Sensation                                 | 29 janvier 1993    | Konami Co., Ltd.                                    | Konami Co., Ltd.                                        | NES                                                                       | 1993             |                        |
| F1ROC II: Race of Champions                         | 5 mars 1993        | SETA Corporation                                    | SETA Corporation                                        | SNES                                                                      | 1993             |                        |
| Nigel Mansell F-1 Challenge                         | 19 avril 1993      | Gremlin Graphics                                    | Infocom • GameTek • Nintendo                            | SNES                                                                      | 1993             |                        |
| Super F1 Circus 2                                   | 29 juillet 1993    | Nihon Bussan                                        | Nichibutsu                                              | SNES                                                                      | 1993             |                        |
| Final Stretch                                       | 12 novembre 1993   | Genki                                               | Logic                                                   | SNES                                                                      | 1993             |                        |
| F1 Pole Position (Human Grand Prix)                 | décembre 1993      | Human Entertainment                                 | Human Entertainment                                     | SNES • GB                                                                 | 1992             | Oui                    |
| Formula One World Championship: Beyond the Limit    | 1994               | Fuji Television Network Inc., SEGA Enterprises Ltd. | SEGA of America, Inc.                                   | Mega-CD                                                                   | 1993             |                        |
| F1 Super Battle                                     | 1994               | Jaleco                                              |                                                         | ARC                                                                       | 1994             |                        |
| F1-Racer                                            | 1994               | F1 Licenceware                                      |                                                         | AGA                                                                       | 1994             |                        |
| Ace driver                                          | 1994               | Namco                                               | Namco                                                   | ARC                                                                       | 1994             |                        |
| F1 Circus CD                                        | 18 mars 1994       | Nihon Bussan                                        | Nichibutsu                                              | Mega-CD                                                                   | 1994             |                        |
| F-1 Grand Prix Part III                             | 22 avril 1994      | Video System                                        | Video System                                            | SNES                                                                      | 1994             |                        |
| Super F1 Circus 3                                   | 14 juillet 1994    | Nihon Bussan                                        | Nichibutsu                                              | SNES                                                                      | 1994             |                        |
| Nakajima Satoru F-1 Hero '94                        | 22 septembre 1994  | Varie                                               | Varie                                                   | SNES                                                                      | 1994             |                        |
| Human Grand Prix III: F1 Triple Battle              | 30 septembre 1994  | Human Entertainment                                 | Human Entertainment                                     | SNES                                                                      | 1994             |                        |
| F1 Pole Position 2 (Human Grand Prix II)            | octobre 1994       | Human Entertainment                                 | Human Entertainment                                     | SNES                                                                      | 1993             | Oui                    |
| Super Family Circuit                                | 21 octobre 1994    | Game Studio                                         | Namco                                                   | SFC                                                                       | 1994             |                        |
| F1 World Championship Edition                       | 1995               | Peakstar Software                                   | Domark Software Ltd.                                    | AGA • MD                                                                  | 1994             |                        |
| Al Unser Jr. Arcade Racing                          | 1995               | Mindscape, Inc.                                     | Mindscape, Inc.                                         | MAC • WIN                                                                 | 1995             |                        |
| Speed Haste                                         | 1995               | NoriaWorks Entertainment                            | Friendware                                              | DOS                                                                       | 1995             |                        |
| F1 Challenge                                        | 1995               | Bell Corporation                                    | SEGA Enterprises Ltd.                                   | SAT                                                                       | 1995             | Oui                    |
| Super F1 Circus Gaiden                              | 7 juillet 1995     | Nihon Bussan                                        | Nichibutsu                                              | SNES                                                                      | 1995             |                        |
| Human Grand Prix IV: F1 Dream Battle                | 25 août 1995       | Human Entertainment                                 | Human Entertainment                                     | SNES                                                                      | 1995             |                        |
| SD F-1 Grand Prix                                   | 27 octobre 1995    | Video System                                        | Video System                                            | SNES                                                                      | 1995             |                        |
| Grand Prix Manager                                  | décembre 1995      | Edcom Ltd.                                          | MicroProse Software, Inc.                               | DOS                                                                       | 1995             |                        |
| Pole Position (Teal F1 Manager)                     | 1996               | ASCARON Entertainment GmbH                          | ASCARON Entertainment GmbH                              | DOS                                                                       | 1995             |                        |
| Formula 1 Masters                                   | 1996               | Amivision                                           | ESP Software                                            | AGA                                                                       | 1996             |                        |
| F1 Manager 96                                       | 1996               | Software 2000                                       | Software 2000                                           | DOS • WIN                                                                 | 1996             |                        |
| F-1 Grand Prix                                      | 1996               | Coconuts                                            | Coconuts                                                | PSX                                                                       | 1996             |                        |
| Grand Prix Manager 2                                | 1996               | Edward Grabowski Communications Ltd.                | MicroProse Software, Inc.                               | WIN                                                                       | 1996             | Oui                    |
| Ace Driver: Victory Lap                             | 1996               | Namco                                               | Namco                                                   | ARC                                                                       | 1996             |                        |
| Grand Prix 2                                        | 30 août 1996       | MicroProse                                          | MicroProse                                              | DOS                                                                       | 1994             | Oui                    |
| Formula 1                                           | 9 septembre 1996   | Bizarre Creations                                   | Psygnosis                                               | PSX • WIN                                                                 | 1995             | Oui                    |
| Formula Grand Prix: Team Unei Simulation 2          | 1997               | Coconuts                                            | Coconuts                                                | PSX                                                                       | 1997             |                        |
| Tactics Formula                                     | 1997               | Aki Corporation                                     | Aki Corporation                                         | SAT                                                                       | 1997             |                        |
| F1 Manager pro                                      | 1997               | Software 2000                                       | Software 2000                                           | PC                                                                        | 1997             |                        |
| Formula grand prix 2                                | 1997               | Coconuts                                            | Coconuts                                                | PSX                                                                       | 1997             |                        |
| F1 Pole Position 64                                 | 28 mars 1997       | Human Entertainment                                 | Ubisoft                                                 | N64                                                                       | 1996             |                        |
| Power F1                                            | avril 1997         | Teque London                                        | Eidos Interactive                                       | PC                                                                        | 1995             |                        |
| Formula Circus                                      | 2 mai 1997         | Nihon Bussan                                        | Nichibutsu                                              | PSX                                                                       | 1997             |                        |
| World Tour Racing                                   | juin 1997          | Teque Software Development Ltd.                     | Atari Corporation.Telegames, Inc.                       | JAG                                                                       | 1997             |                        |
| Formula 1 97                                        | 30 septembre 1997  | Bizarre Creations                                   | Psygnosis                                               | PSX • WIN                                                                 | 1997             | Oui                    |
| F1 Racing Simulation                                | 31 décembre 1997   | Ubi Soft Entertainment                              | Ubi Soft Entertainment                                  | PC                                                                        | 1996             | Oui                    |
| Prost Grand Prix                                    | 1998               | Visiware                                            | Infogrames.Canal+                                       | PC                                                                        | 1997             | Non                    |
| Monaco Grand Prix: Racing Simulation 2              | 1998               | Ubi Soft Entertainment                              | Ubi Soft Entertainment                                  | DC • N64 • PSX • WIN                                                      | 1998             | Non                    |
| F-1 World Grand Prix                                | 27 juillet 1998    | Paradigm Entertainment, Video System, Lankhor       | Video System, Sega, Eidos Interactive, Tsukuda Original | N64 • GBC • DC • PSX • WIN                                                | 1997, 1998, 1999 | Oui                    |
| Johnny Herbert's Grand Prix Championship 1998       | 30 septembre 1998  | Midas Interactive Entertainment                     | Midas Interactive Entertainment                         | PC                                                                        | 1998             |                        |
| Grand Prix Legends                                  | 9 octobre 1998     | Papyrus Design Group                                | Sierra Entertainment                                    | WIN                                                                       | 1967             |                        |
| Formula 1 98                                        | 30 octobre 1998    | Visual Science                                      | Psygnosis                                               | PSX                                                                       | 1998             | Oui                    |
| Official Formula One Racing                         | 1999               | Lankhor                                             | Eidos Interactive                                       | PC                                                                        | 1998             |                        |
| Virtual GP                                          | 1999               | Alien, The (Paolo Cattani)                          | Islona (Epic Marketing)                                 | AGA • RTG                                                                 | 1999             |                        |
| Grand Prix World                                    | juin 1999          | Edward Grabowski                                    | Microprose, Hasbro Interactive                          | PC                                                                        | 1998             |                        |
| Formula Nippon '99                                  | 9 septembre 1999   | TYO Entertainment Inc.                              | Eon Digital Entertainment                               | PSX                                                                       | 1999             |                        |
| F-1 World Grand Prix II                             | 30 septembre 1999  | Paradigm Entertainment                              | Video System                                            | DC • GBC • N64                                                            | 1998             | Oui                    |
| Formula One 99                                      | 1er octobre 1999   | Studio 33                                           | Psygnosis • Take-Two Interactive                        | PSX • WIN                                                                 | 1999             | Oui                    |
| Spirit of Speed 1937                                | 26 novembre 1999   | Broadsword Interactive                              | Acclaim Entertainment                                   | DC • WIN                                                                  | 1937             |                        |
| Grand Prix World                                    | 2000               | Edward Grabowski                                    | MicroProse                                              | PC                                                                        | 1998             |                        |
| F1 2000                                             | 6 janvier 2000     | Image Space Incorporated.Visual Science             | EA Sports                                               | WIN • PSX                                                                 | 2000             | Oui                    |
| Final Lap 2000                                      | 23 mars 2000       | Namco Limited                                       | Bandai Co., Ltd.                                        | WonderSwan                                                                | 2000             |                        |
| F1 Racing Championship                              | 30 avril 2000      | Ubisoft Shanghai                                    | Video System.Ubisoft                                    | WIN • DC • N64 • PSX • PS2 • GBC                                          | 1999             | Oui                    |
| Grand Prix 3                                        | 28 juillet 2000    | MicroProse                                          | Hasbro Interactive                                      | WIN                                                                       | 1998             | Oui                    |
| Formula One 2000                                    | 6 octobre 2000     | Studio 33                                           | SCE • Take-Two Interactive                              | GBC • PSX                                                                 | 2000             | Oui                    |
| F1 Manager 2000                                     | 13 octobre 2000    | Intelligent Games                                   | EA Sports                                               | PC                                                                        | 2000             |                        |
| Warm Up!                                            | 16 novembre 2000   | Lankhor                                             | Microïds                                                | PC • PSX                                                                  | 2000             |                        |
| F1 Championship Season 2000                         | décembre 2000      | Visual Sciences                                     | Electronic Arts                                         | PC • PSX • PS2 • MAC GBC                                                  | 2000             |                        |
| F1 World Grand Prix 2000                            | 21 février 2001    | Eutechnyx                                           | Eidos Interactive                                       | PC • PS2                                                                  | 2000             |                        |
| Formula One 2001                                    | 25 mai 2001        | Studio 33 • SCE Studio Liverpool                    | SCE                                                     | PSX • PS2                                                                 | 2001             | Oui                    |
| F1 Manager 2001                                     | 21 septembre 2001  | Intelligent Games •                                 | EA Sports                                               | PC                                                                        | 2001             |                        |
| F1 2001                                             | octobre 2001       | Image Space Incorporated                            | EA Sports                                               | XB • PS2 • PC                                                             | 2001             | Oui                    |
| Williams F1 Team Driver                             | décembre 2001      | KnowWonder                                          | THQ                                                     | PC                                                                        | 2001             |                        |
| Hot Wheels: Williams F1: Team Racer                 | 15 mars 2002       | KnowWonder, Inc.                                    | THQ Inc.                                                | PC                                                                        | 2002             |                        |
| F1 2002                                             | juin 2002          | Image Space Incorporated, Magic Pockets             | EA Sports                                               | PC • PS2 • XB • GC                                                        | 2002             | Oui                    |
| Grand Prix 4                                        | 14 juin 2002       | Microprose                                          | Infogrames                                              | WIN                                                                       | 2001             | Oui                    |
| Downforce                                           | 14 juin 2002       | Titus Software                                      | SmartDog                                                | PS2 • GBA                                                                 | 2002             |                        |
| Formula One Arcade                                  | 19 juillet 2002    | Studio 33 (UK) Ltd                                  | Sony Computer Entertainment Europe Ltd                  | PSX                                                                       | 2001             |                        |
| Speed Challenge: Jacques Villeneuve's Racing Vision | octobre 2002       | Ubi Soft Entertainment Software                     | Ubisoft Divertissements Inc., Ubisoft SRL               | PSX • GC • WIN                                                            | 2002             |                        |
| Formula One 2002                                    | 1er novembre 2002  | SCE Studio Liverpool                                | SCEE                                                    | PS2 • XB                                                                  | 2002             | Oui                    |
| Grand Prix Challenge                                | 22 novembre 2002   | Melbourne House                                     | Atari                                                   | PS2                                                                       | 2002             |                        |
| RS3: Racing Simulation 3                            | décembre 2002      | Ubisoft Paris Studios                               | Ubisoft Entertainment SA                                | PS2 • GC • WIN                                                            | 2002             |                        |
| All-Star Racing 2                                   | 24 avril 2003      |                                                     | Bethesda Softworks                                      | PSX                                                                       | 2003             |                        |
| F1 Challenge 99-02                                  | 13 mai 2003        | Image Space Incorporated, Visual Science            | EA Sports                                               | PC • PSX • PS2 • XB • GC • GBA                                            | 1999-2002        | Oui                    |
| F1 Career Challenge                                 | 9 juin 2003        | Visual Science                                      | EA Sports                                               | PS2 • XB • GC                                                             | 1999-2002        | Oui                    |
| Formula One 2003                                    | 11 juillet 2003    | SCE Studio Liverpool                                | SCEE                                                    | PS2                                                                       | 2003             | Oui                    |
| SEGA AGES 2500 Vol.2: Monaco GP                     | 28 août 2003       | Sega Corporation                                    | 3D Ages                                                 | PS2                                                                       | 2003             |                        |
| Fernando Alonso Racing                              | juin 2004          | Gaelco Móviles                                      | TopGam                                                  | DoJa • J2ME • Symbian                                                     | 2004             |                        |
| Formula One 2004                                    | 30 juillet 2004    | SCE Studio Liverpool                                | SCEE                                                    | PS2                                                                       | 2004             |                        |
| Virtual Grand Prix 2                                | octobre 2004       | Nobilis                                             | Lago                                                    | Mac OS                                                                    | 2004             |                        |
| Formula Challenge                                   | 2005               | Aqua Pacific Ltd.                                   | Oxygen Interactive Software Ltd.                        | PSX                                                                       | 2005             |                        |
| Fernando Alonso Racing                              | 1er mai 2005       | Gaelco Móviles                                      | TopGam                                                  | DoJa • Symbian                                                            | 2005             |                        |
| BMW Williams F1 Team Racing Challenge               | 8 juin 2005        | Infospace Games Elkware                             | InfoSpace Mobile U.K. Limited                           | J2ME                                                                      | 2005             |                        |
| Formula One 05                                      | 1er juillet 2005   | SCE Studio Liverpool                                | SCE                                                     | PS2                                                                       | 2005             | Oui                    |
| F1 Grand Prix                                       | 1er septembre 2005 | Traveller's Tales                                   | SCE                                                     | PSP                                                                       | 2005             |                        |
| Formula One 06                                      | 28 décembre 2006   | SCE Studio Liverpool                                | SCE                                                     | PS2 • PSP                                                                 | 2006             | Oui                    |
| Formula One Championship Edition                    | 28 décembre 2006   | SCE Studio Liverpool                                | SCE                                                     | PS3                                                                       | 2006             | Oui                    |
| Virtual grand prix 3                                | 2007               | Paolo Cattani                                       | A&M                                                     | PC • Mac OS                                                               | 2007             |                        |
| TopRacers F1 Manager                                | 15 décembre 2007   | Edenic Games                                        | Edenic Games                                            | Internet                                                                  | 2006             |                        |
| Ferrari World Championship                          | 2008               | Gameloft S.A.                                       | Gameloft S.A.                                           | BREW • DoJa • J2ME                                                        | 2008             |                        |
| RTL Racing Team Manager                             | 6 mars 2008        | Comport Interactive,Donkey Games                    | destraX Entertainment Software GbR                      | PC                                                                        | 2008             |                        |
| IRacing.com                                         | 26 août 2008       | IRacing.com                                         | IRacing.com                                             | PC                                                                        | 2008             |                        |
| F1 2009                                             | 17 novembre 2009   | Codemasters                                         | Codemasters                                             | PSP • WII                                                                 | 2009             | Oui                    |
| F1 2010                                             | 23 septembre 2010  | Codemasters                                         | Codemasters                                             | PS3 • WIN • X360                                                          | 2010             | Oui                    |
| F1 2011                                             | 23 septembre 2011  | Codemasters                                         | Codemasters                                             | PS3 • WIN • X360 • 3DS                                                    | 2011             | Oui                    |
| F1 2012                                             | 21 septembre 2012  | Codemasters                                         | Codemasters                                             | PS3 • WIN • X360                                                          | 2012             | Oui                    |
| F1 2013                                             | 4 octobre 2013     | Codemasters                                         | Codemasters                                             | PS3 • WIN • X360                                                          | 2013             | Oui                    |
| F1 2014                                             | 17 octobre 2014    | Codemasters                                         | Codemasters                                             | PS3 • WIN • X360                                                          | 2014             | Oui                    |
| F1 2015                                             | 10 juillet 2015    | Codemasters                                         | Codemasters                                             | PS4 • WIN • XOne                                                          | 2015             | Oui                    |
| F1 2016                                             | 19 août 2016       | Codemasters                                         | Codemasters                                             | PS4 • WIN • XOne                                                          | 2016             | Oui                    |
| F1 2017                                             | 25 août 2017       | Codemasters                                         | Codemasters                                             | PS4 • WIN • XOne                                                          | 2017             | Oui                    |
| F1 2018                                             | 24 août 2018       | Codemasters                                         | Codemasters                                             | PS4 • WIN • XOne                                                          | 2018             | Oui                    |
| F1 2019                                             | 28 juin 2019       | Codemasters                                         | Codemasters                                             | PS4 • WIN • XOne                                                          | 2019             | Oui                    |
| F1 2020                                             | 6 juillet 2020     | Codemasters                                         | Codemasters                                             | PS4 • WIN • XOne • XSeries • PS5                                          | 2020             | Oui                    |
| F1 2021                                             | 16 juillet 2021    | Codemasters                                         | Electronic Arts                                         | PS4 • WIN • XOne • XSeries • PS5                                          | 2021             | Oui                    |
| F1 22                                               | 1 juillet 2022     | Codemasters                                         | Electronic Arts                                         | PS4 • WIN • XOne • XSeries • PS5                                          | 2022             | Oui                    |
| F1 Manager 2022                                     | 30 août 2022       | Frontier Developments                               | Frontier Developments                                   | PS4 • WIN • XOne • XSeries • PS5                                          | 2022             | Oui                    |
| F1 23                                               | 16 juin 2023       | Codemasters                                         | Electronic Arts                                         | PS4 • WIN • XOne • XSeries • PS5                                          | 2023             | Oui                    |
| F1 Manager 2023                                     | 27 juillet 2023    | Frontier Developments                               | Frontier Developments                                   | PS4 • WIN • XOne • XSeries • PS5                                          | 2023             | Oui                    |
| F1 24                                               | 31 mai 2024        | Codemasters                                         | Electronic Arts                                         | WIN • XOne • XSeries • PS4 • PS5                                          | 2024             | Oui                    |